# Верхулецький Іван Єгорович
Іван Єгорович Верхулецький (1942) — український лікар-хірург, Заслужений діяч науки і техніки України (2011), доктор медичних наук, професор завідувач кафедри хірургічних хвороб № 1 факультету інтернатури та післядипломної освіти (ФІПО) Донецького національного медичного університету ім. М. Горького.